# Sukkerslik
Sukkerslik er enhver type slik, hvis primære ingrediens er sukker. De primære typer sukkerslik inkluderer bolsjer, fondant, karamel, geléer og nougat.
Sukkerslik er en type af slik, og slik inkluderer også chokolade, tyggegummi og andre søde fødevarer. Slik er en undergruppe af konfekture, der også inkluderer sødt bagværk og nogle gange også is.
Det antages at de ældste typer sukkerslik blev fremstillet da man begyndte at dyrke sukkerrør. Sukkerrør stammer sandsynligvis fra Papua New Guinea, hvorfra de blev bragt til Sydøstasien og andre Stillehavsøer og til sidst også til Indien og Kina omkring år 1000 f.v.t. Persere og grækere blev bekendt med dem omkring år 600 til 400 f.v.t. hvorved det blev introduceret i Europa.